# Scotsburn
Scotsburn is een plaats in de Australische deelstaat Victoria.